# جامعة بوترا ماليزيا
جامعة بوترا ماليزيا (بالإنجليزية: Universiti Putra Malaysia)‏ أو (UPM)، عرفت بانها واحد من الجامعات الرائدة في مجال البحث العلمي في ماليزيا. وأسست عام 1931 كالكلية الزراعية، تقع في شبه الجزيرة الماليزية بالقرب من العاصمة كوالالمبور وبجانب العاصمة الإدارية لماليزيا بوتراجاي. صنفت بالمركز 132 بين أفضل جامعات العالم عام 2021 بواسطة QS ، ومن أفضل 100 جامعة على مستوى العالم في تخصصات الزراعة والهندسة الميكانيكية والهندسة الكيميائية وصنفت جامعة بوترا عام 2015 بالمركز الخامس والأربعين من أفضل الجامعات بالعالم بالعلوم الزراعية حسب تصنيف مجلة أخبار الولايات المتحدة وتقرير العالم 

## التاريخ
أسست كلية الزراعة في 21 مايو 1931 علي يد جون سكوت ، موظف إداري في الإستعمار البريطاني على ماليزيا. وكانت توفر الكلية آنذاك برنامجين فقط وهم: برنامج دبلوم (ثلاث سنوات)، ودورة في الزراعة (سنة واحدة). في عام 1947، تم الأعلان عن تغيير الكلية الزراعية إلى الكلية الزراعية مالايا بواسطة السير إدوارد جينت (محافظ الاتحاد الملاوي آنذاك)، أنشئت جامعة بيرتانيان ماليزيا حين دمجت الكلية الزراعية بكلية جامعة مالايا الزراعية بواسطة رئيس الكلية الزراعية بجامعة مالايا د. محمد رشدان. عام 1997، غير رئيس الوزراء السابق مهاتير محمد اسم الجامعة إلى جامعة بوترا ماليزيا، لتصوير UPM كمركز تعليم عالي قادر على تقديم مختلف المجالات الدراسية، وخصوصاً في مجال العلوم وتكنولوجيا المعلومات، مما يسهل تطور البلاد في الألفية الجديدة.

## الحرم الجامعي

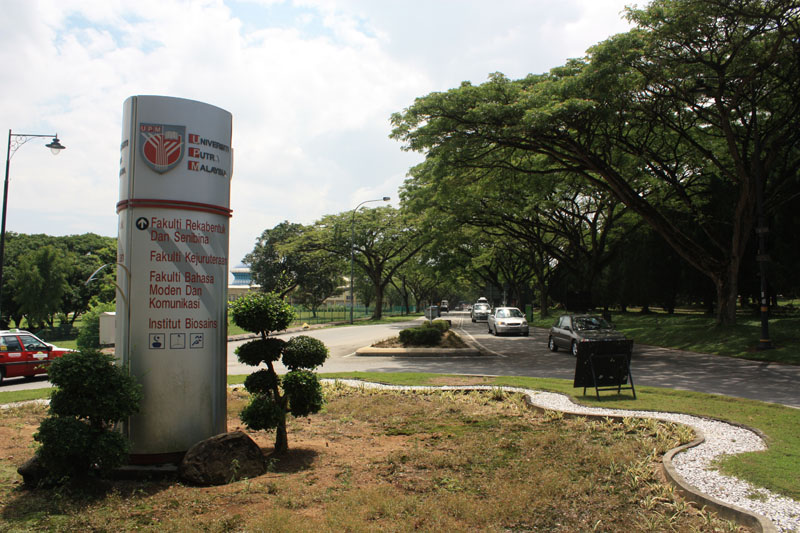

منذ بداية الجامعة كجامعة بيرتانيان ماليزيا، كان لها حرمين مستقلان عن الحرم الرئيسي في سيردانغ، سلانغور. حرمي جامعة بوترا المستقلين يقعان في بينتولو، سراوق ومينغابانغ تيليبوت، ترغكانو. الحرم الذي يقع في ترغكانو أصبح فيما بعد جامعة كلية العلوم والتكنولوجيا ماليزيا (KUSTEM)، بإدارتها الخاصة. وقد انفصلت جامعة كلية العلوم والتكنولوجيا ماليزيا عن جامعة بوترا بشكل رسمي فس الأول من يوليو عام 2001. يوجد مجمع سكني لكلية الطب والعلوم الصحية بجوار المستشفى المحلي في سيردانغ.

## الملف الأكاديمي
بدأت جامعة UPM مشوارها الأكاديمي في 1973 بتأسيس ثلاث كليات ودورة في العلوم الأساسية. الدفعة الأولى المكونة من 1559 كانت تدرس درجة البكالوريوس في الزراعة، دبلوم في التكنولوجيا المنزلية، دبلوم في صحة الحيوان والإنتاجية، دبلوم في العلوم مع التعليم. UPM الآن تقدم 59 برنامج بكالوريوس، 7 برامج دبلوم، و 12 برنامج ماجيستير ودكتوراة. وتحتوي الجامعة على 16 كلية، ثمانية مراكز، تسعة معاهد، مدرستين، حديقة جامعية وحرم مستقل في بينتولو، سراوق. برنامج الدكتوراة في الطب أصبح معترف به من قبل المجلس الطبي الماليزي في الخامس من يوليو عام 2001.

## الكليات

### كلية الهندسة
أُنشئت كلية الهندسة لجامعة بوترا ماليزيا في الأول من يناير عام 1975  في الحرم الرئيسي في سيردانغ، التي تبعد تقريباً عن كوالا لامبور 22 كيلومتر جنوباً. وتعتبر واحدة من أكبر الكليات في الجامعة بعدد طلاب يصل إلى 3000 طالب.
الأقسام الأكاديمية الثمانية الموجودة في الكلية توفر عدد برامج مماثل لبرامج درجة البكالوريوس في الهندسة. ويدرس في هذه الكلية 800 طالب دراسات عليا، 50% منهم تقريباً طلاب دوليين. بالإضافة لتقديم منشأة وفرص للتعليم والبحوث. أنشأت الكلية مراكز للبحث العلمي في مجال الهندسة وفي مجالات أخرى.

### كلية الطب البيطري
تتكون كلية الطب البيطري من ستة أقسام رئيسية هي:
- قسم علم الأمراض البيطرية والأحياء الدقيقة
- قسم الطب البيطري قبل السريري
- قسم الدراسات السريرية البيطرية
- قسم التشخيص المختبري البيطري
- قسم طب حيوانات الرفقة والجراحة
- قسم طب وجراحة الحيوانات الغريبة وحيوانات المزرعة